# Cseh Tamás – Bereményi Géza
Cseh Tamás – Bereményi Géza a címe Cseh Tamás 1990-ben kiadott válogatáslemezének.

## Az album dalai
1. Budapest	3:32
2. Balogh Ádám (Antoine és Désiré történelemkönyve)	2:59
3. Tanulmányi kirándulás	4:26
4. Valóság Nagybátyám	2:37
5. Lee van Cliff	6:25
6. I love you so	4:06
7. Dosztojevszkij	4:25
8. Bányalég	1:57
9. Népdal	2:30
10. Légy ma gyerek	3:42
11. Jóslat	4:16
12. Gézuka szemefénye[1]	3:05
13. Karácsony	2:55
14. Tangó	3:17
15. Horvátország	4:52
16. Apa kalapja	2:24
17. A Tarpay grófnő	3:39
18. Nincsen más	3:56
19. A 100. éjszaka	4:56
20. Micsoda útjaim	4:17